# André Viola
Pour les articles homonymes, voir Viola.
André Viola, né le 24 mars 1971 à Carcassonne, est une personnalité politique française, président du conseil départemental de l'Aude de 2011 à 2020, ayant pris la succession de Marcel Rainaud. Membre du Parti socialiste et secrétaire national chargé de la coopération décentralisée jusqu'en août 2025, il est divers gauche depuis.

## Biographie

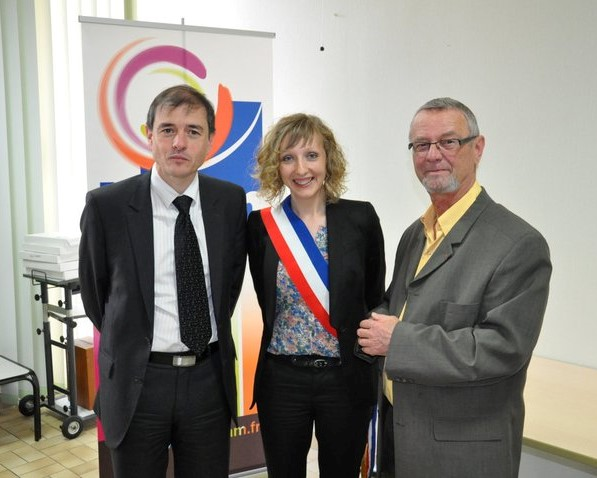
André Viola en compagnie de son prédécesseur et successeur à la mairie de Bram, Jacques Cambolive et Claudie Faucon-Méjean en 2011.

André Viola naît le 24 mars 1971 à Carcassonne.
Docteur en droit public à la suite d'une thèse sur « La notion de République dans la jurisprudence du Conseil constitutionnel », il est maître de conférences en droit public à l'université Toulouse-I-Capitole.
Militant socialiste depuis 1991, d'abord au Mouvement des jeunes socialistes puis au Parti socialiste, il a été secrétaire national chargé de la coopération décentralisée et des relations internationales à la Fédération nationale des élus socialistes et républicains. Il participe activement à l'élection présidentielle de 2012 au sein du comité de campagne de François Hollande où il était chargé des questions relatives au tourisme, aux professions libérales, au commerce et à l'artisanat. Il exerce la fonction de président de l'Arc Latin, réseau de collectivités du pourtour méditerranéen en France, Italie et Espagne, de 2011 à 2014.
Il devient président du conseil départemental de l'Aude en 2011, ayant pris la succession de Marcel Rainaud,. Il est président de la commission internationale de l’agence de l’eau Adour-Garonne. Il siège au Comité des régions de l’Union Européenne et préside la délégation française en tant que représentant des départements français. Il est élu président de la Conférence européenne des pouvoirs locaux intermédiaires en décembre 2018,.
Il a été membre du bureau de l'Assemblée des départements de France, et a présidé la commission « Affaires internationales ». Il a présidé le groupe de gauche à la démission de Marie-Françoise Pérol-Dumont. En 2013, il souhaite obtenir la garantie de la réalisation de la ligne nouvelle Montpellier - Perpignan. Il manifeste son mécontentement en refusant de recevoir des membres du gouvernement dans l'Aude.
En septembre 2014, André Viola annonce qu'il est candidat à un nouveau mandat à la tête du conseil départemental en 2015. Il devient secrétaire national à l’égalité territoriale l'année suivante. En 2016, il soutient Manuel Valls pour la primaire citoyenne de 2017 et fait partie de son organigramme de campagne. Après la victoire de Benoît Hamon à la primaire citoyenne de 2017, il est nommé responsable thématique « Tourisme » de sa campagne présidentielle,.
Candidat lors des élections législatives de 2017 dans la 3e circonscription de l'Aude, il est battu. Le 29 mai 2020, il annonce sa démission de la présidence du Conseil départemental de l'Aude à effet au 18 juin 2020. Il est réélu conseiller départemental en juin 2021, au premier tour, avec son binôme constitué de Marie-Christine Bourrel, totalisant 70,5 % des suffrages exprimés.
Depuis 2020, il préside RéSeau 11 (Réseau Solidarité Eau 11), le syndicat à vocation départementale de la protection et la production de l’eau. Il quitte le Parti socialiste en août 2025.

### Positions sur le projet de réforme territoriale
En avril 2014, n'approuvant pas l'éventualité d'une suppression des conseils départementaux, il est finalement rassuré en septembre par les propos du premier ministre qui confirme le maintien des conseils généraux dans les départements "ruraux",.
Il est favorable à la fusion entre les régions Languedoc-Roussillon et Midi-Pyrénées,.

### Mandats en cours
- Conseiller départemental de l'Aude (canton de la Piège au Razès) depuis le 2 avril 2015, réélu le 20 juin 2021[22].
- Conseiller municipal de Bram depuis le mars 1995
- Président de la communauté de communes Piège-Lauragais-Malepère depuis janvier 2013[23],[24]
- Membre du Comité européen des Régions depuis le 5 avril 2016[25]

### Anciens mandats
- 1995-2003 : Conseiller municipal de Bram (adjoint de 2001 à 2003) et depuis 2011.
- 1998-2001 : Conseiller régional de Languedoc-Roussillon.
- 2001-2015 : Conseiller général de l'Aude (canton de Fanjeaux)[3].
- 2003-2011 : Maire de Bram[26].
- 2008-2011 : Vice-président du conseil général.
- 2008-2012 : Président de la Communauté de communes de la Piège et du Lauragais.
- 2011-2020 : Président du conseil général puis départemental de l'Aude[3].

### Publications
- André Viola, L'eau pour tous, tous pour l'eau, 190.p, Editions L'Harmattan 2024  (ISBN 9782336430805)[27].
- André Viola, D'une rive à l'autre, 184.p, Editions Publishroom 2022  (ISBN 2384541838)[28]
- André Viola, Coopérons, éloge de la coopération, 183.p, Editions Librinova 2021  (ISBN 9791026288961)

### Distinction
- Chevalier de la Légion d'honneur, promotion du 1er janvier 2019[29].